# Kalukheti
Kalukheti (nepalski: कालुखेती) – gaun wikas samiti w zachodniej części Nepalu w strefie Seti w dystrykcie Bajhang. Według nepalskiego spisu powszechnego z 2011 roku liczył on 507 gospodarstw domowych i 2557 mieszkańców (1382 kobiety i 1175 mężczyzn).